# ロシア義勇艦隊

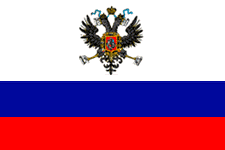
義勇艦隊の最初の軍艦旗（1881年-1897年）

ロシア義勇艦隊（英語：Russian Volunteer Fleet Association、英語略称：Dobroflot、ロシア語：Добровольныйфлот、Доброфлот、「自発的艦隊」の意）は、1878年にロシア帝国で設立された国営の船舶輸送機関である。参加する海運会社によって集められた自発的な寄付から資金提供を受けたため、この名前が付けられた。ロシアのボランティア艦隊としても知られている。

## 概要

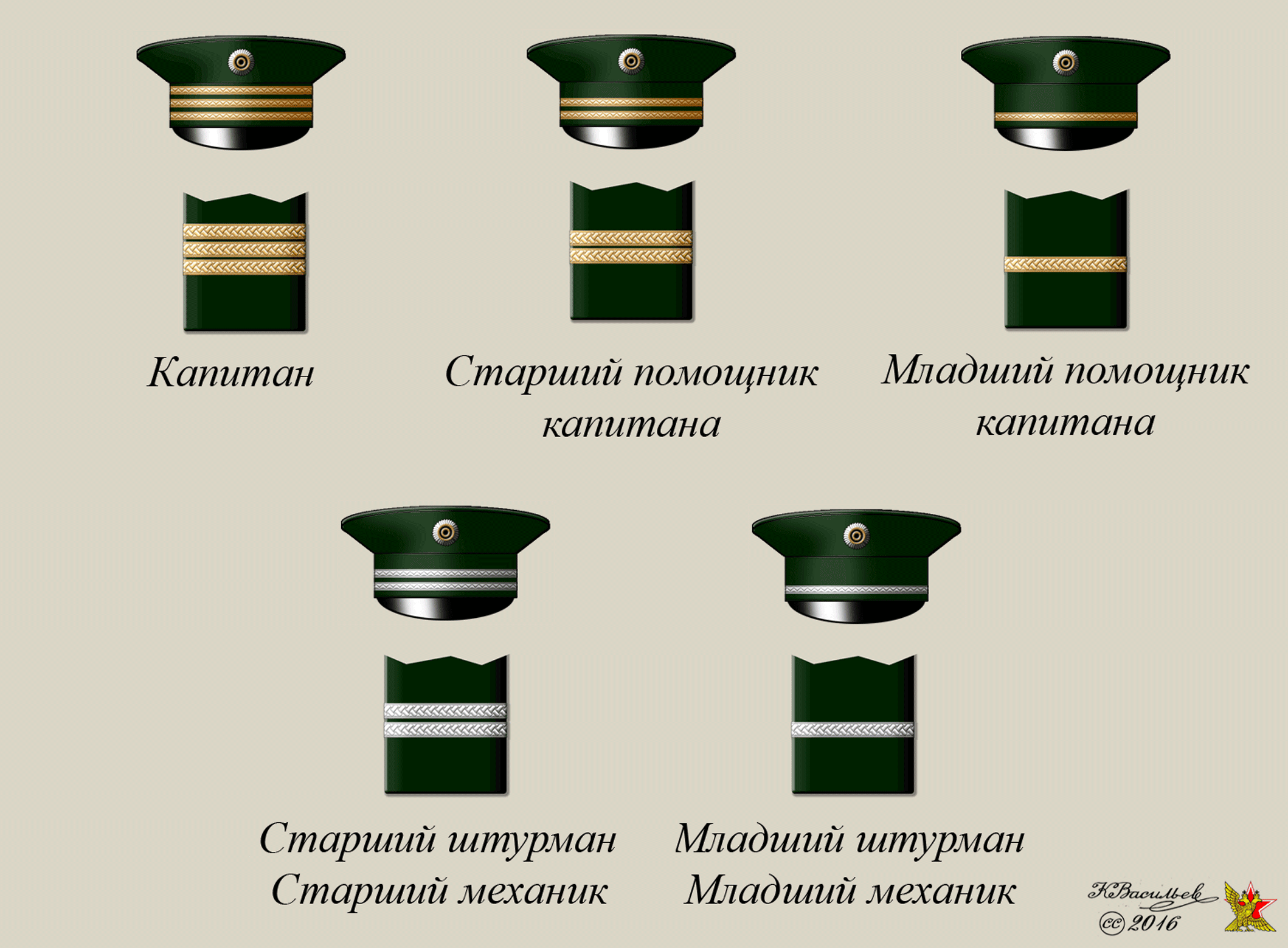
義勇艦隊1881年の階級章 ：
1. キャプテン
2. 上級一等航海士
3. ジュニア一等航海士
4. シニアメイト/シニアエンジニア
5. ジュニアメイト/ジュニアエンジニア

義勇艦隊は、露土戦争 （1877–1878）をきっかけに、ロシアに高速武装商船の艦隊を提供することを目的として設立された。 
1878年6月、ハンブルクアメリカンラインから最初の3隻が購入されるまでに、戦争はすでに終わっており、代わりに最初にトルコからロシア兵を帰還させるための軍隊輸送船として使用され、平時には商船として使用された。義勇艦隊の設立は、世界の主要な海事大国の間で軍拡競争の契機となった。
ロシア政府は、戦時中に補助巡洋艦への改造に利用できるという条件で、民間商船の建造に助成金を支給した。
義勇艦隊は、その存在を通じて、ロシアの政府と経済発展の両方、特にロシア極東に貴重なサービスを提供し、義勇艦隊はウラジオストクとヨーロッパのロシアの間に最初の定期的な海上輸送網を確立。さらに、日露戦争と第一次世界大戦の両方で海軍に徴用され、本来の存在意義を示した。
ロシア革命とロシア内戦の後、義勇艦隊の船はさまざまな国に分散したことから、ロシア帝国を継承したソビエトロシアは、国際裁判所を介して自国に返還させるよう努力した。
義勇艦隊は1922年にソビエト連邦において復活し、1925年にソビエト商業艦隊に統合される。